# KDE Software Compilation 4
KDE Software Compilation 4 (KDE SC 4) je desktopové prostředí KDE (K Desktop Environment) pro operační systémy unixového typu. Je nástupcem oblíbených dřívějších verzí KDE 3.5.x. Prostředí vytváří stejnojmenný vývojový tým; ten si dal za úkol vyvinout pracovní prostředí, které je přenositelné na více platforem jako je GNU/Linux, Solaris, Apple macOS a Windows. Celý projekt je zcela svobodný, a tak kdokoliv může zcela podle svých představ změnit stávající zdrojové soubory. KDE 4 je zcela nový projekt, založený na zcela odlišných technologiích a oproti starším verzím i na odlišné představě. Ta mění pohled na desktopové prostředí a razí myšlenku, že plocha není pouze mozaika sestavená z ikon, ale že je živoucím organismem. KDE 4 je portována na knihovny Qt4, podle kterých jsou i číslovány verze. Obsahuje nové multimediální rozhraní API Phonon. Aplikace pro prostředí KDE 4 jsou přenosné i do platforem bez X11 a lze je tedy spouštět kromě unixových systémů i v macOSu, Windows XP a Windows Vista.

## Hlavní části originální distribuce KDE
- KDE-Libs: jednotlivé dynamické knihovny
- KDE-Plasma-Addons: doplnitelná témata a aplety pro plochu a panel
- KDE-Network: síťové aplikace jako messenger a download manager
- KDE-Pim: poštovní klient, adresář, organizér času a další
- KDE-Graphics: prohlížeč dokumentů, obrázků atd.
- KDE-Multimedia: zahrnuje videopřehrávač a přehrávač audio souborů
- KDE-Accessibility: Zlepšené funkce ovládání počítače pro handicapované lidi, jako například převaděč textu na zvuk
- KDE-Edu: Vzdělávací a vědecké aplikace
- KDE-Games: sada her
- KDE-Toys: balík pro zábavu
- KDE-Artwork: Doplňky vzhledu jako ikony, styly, šetřiče obrazovky a dekorace oken
- KDE-SDK: skripty a nástroje pro snadný vývoj KDE aplikací
- KOffice: integrovaný kancelářský balík
- KDevelop: oblíbené integrované vývojové prostředí pro jazyky C/C++
- KDE-Bindings: návaznosti pro další programovací jazyky jako jsou Perl, Python, Ruby, Java a další
- KDEWebdev: nástroje pro vývoj webu

## Základní programy
- Amarok – mnohaformátový audiopřehrávač
- KMail – poštovní klient
- KAddressbook – adresář pro správu kontaktů
- KOrganizer – kalendář a plánovač
- Kopete – víceprotokolový komunikátor
- digiKam – správa fotografií
- Kaffeine – mnohaformátový videopřehrávač, rovněž pracuje jako program pro obsluhu TV karet a příjem televizního vysílání
- KOffice – nejen kancelářský balík sestávající z 11 aplikací
- K3b – program k vypalování CD a DVD

## Další dostupné neoficiální části
KDE-Extragear, KDE-Playground: kolekce programů pro snadnější tvorbu překladů a dokumentace projektu KDE

## Nejvýznamnější změny
- Qt4 – KDE 4 je díky Qt4 znatelně rychlejší než předchozí série KDE 3 a také umožnila portaci na jiné platformy
- Oxygen Project – je téma vzhledu speciálně připravené pro KDE 4. Jak již název napovídá, dává si za úkol přinést na pracovní plochu více „čerstvého vzduchu“. Základní barevné schéma je laděno do tmavších barev, převládá černá a modrá. Výchozí modré pozadí KDE 4.0 pochází z dílny Vladstudio
- Plasma – základní prvek desktopového prostředí a je nástupcem programu Kicker používaného v KDE 3.5.x. Prostředí Plasma se skládá z aplikací podobným gadgetům a widgetům, které se zde nazývají Plasmoidy. Jsou to vlastně jednoduché programy, napsané pomocí programovacích jazyků JavaScript, Python nebo Ruby
- KWin – KDE Window Manager KWin je správce oken. Dovoluje nastavovat a spouštět efekty prostředí oken a pracovní plochy jako je například Compiz
- KRunner – nástroj, který dokáže rychle vyhledat, popřípadě spustit či zobrazit požadované programy nebo dokumenty. Rovněž lze použít k rychlému vyhledávání na internetu
- Konqueror – tento program již není univerzálním správcem souborů a prohlížečem webu zároveň. V první funkci ho vystřídal správce souborů Dolphin. Ten by ve spojení s novým souborovým prohlížečem Okular, který podporuje větší škálu druhů souborů (PDF, ODT, PS, DVI, CHM) měl poskytovat více možností a snazší použití
- Solid – tento nástroj bude sloužit pro správu všech výměnných zařízení, síťových spojení a bude také obstarávat diagnostiku systému.
- Phonon – je novým multimediální framework. Bude spravovat veškeré video i audio. Jedná se o náhradu za dřívější aRts
- KitchenSync – tato verze je zcela nová oproti té z KDE 3.5.x. Je postavena na multiplatformním frameworku OpenSync. Je určena pro připojení a správu chytrých mobilních telefonů smartphone a PDA

## Vývojové verze KDE4
rok 2007
- 11. května – první alfaverze 4.0
- 2. srpna – první betaverze 4.0
- 20. listopadu – první RC verze 4.0

rok 2008
- 11. ledna – finální verze 4.0
- 5. února – finální verze 4.0.1
- 5. března – finální verze 4.0.2
- 29. dubna – první alfaverze 4.1
- 27. května – první betaverze 4.1
- 15. června – první RC verze 4.1
- 29. července – finální verze 4.1
- 3. září – finální verze 4.1.1
- 3. října – finální verze 4.1.2
- 5. listopadu – finální verze 4.1.3
- 26. listopadu – první betaverze 4.2

rok 2009
- 13. ledna – finální verze 4.1.4
- 13. ledna – první RC verze 4.2.
- 27. ledna – finální verze 4.2.0
- 4. března – finální verze 4.2.1
- 2. dubna – finální verze 4.2.2